# 马尔默市镇
马尔默市镇（瑞典語：Malmö kommun）是瑞典南部斯科讷省的一个市镇。其治所位于马尔默。

## 友好城市
- 中国唐山市